# Bitwa pod Sedanem
Bitwa pod Sedanem – starcie zbrojne, które miało miejsce 1 i 2 września 1870 roku podczas wojny francusko-pruskiej. Konsekwencją bitwy była kapitulacja cesarza Napoleona III wraz z jego armią i zwycięstwo Prus i ich sprzymierzeńców w wojnie, chociaż walka była kontynuowana przez nowy rząd francuski. Bitwa została wyróżniona przez Edgara Vincenta D’Abernon jako jedna z 18 bitew decydujących o losach świata.
120-tysięczna francuska Armia „Châlons” - dowodzona przez marszałka Patrice’a Mac-Mahona, w towarzystwie cesarza Francuzów Napoleona III - próbowała przerwać oblężenie Metz. Jednakże pruskie armie „Moza” i 3 Armia - dowodzone przez feldmarszałka Helmuta von Moltke, w towarzystwie pruskiego króla Wilhelma I i pruskiego kanclerza Ottona von Bismarcka - okrążyły wojska Mac-Mahona w Sedanie. Marszałek Patrice Mac-Mahon został ranny podczas starć, a dowództwo zostało przekazane generałowi Auguste-Alexandre Ducrot. Klęska Francji została spowodowana brakiem jednolitego kompetentnego dowództwa, nieudolną taktyką i słabszą artylerią.

## Tło wydarzeń

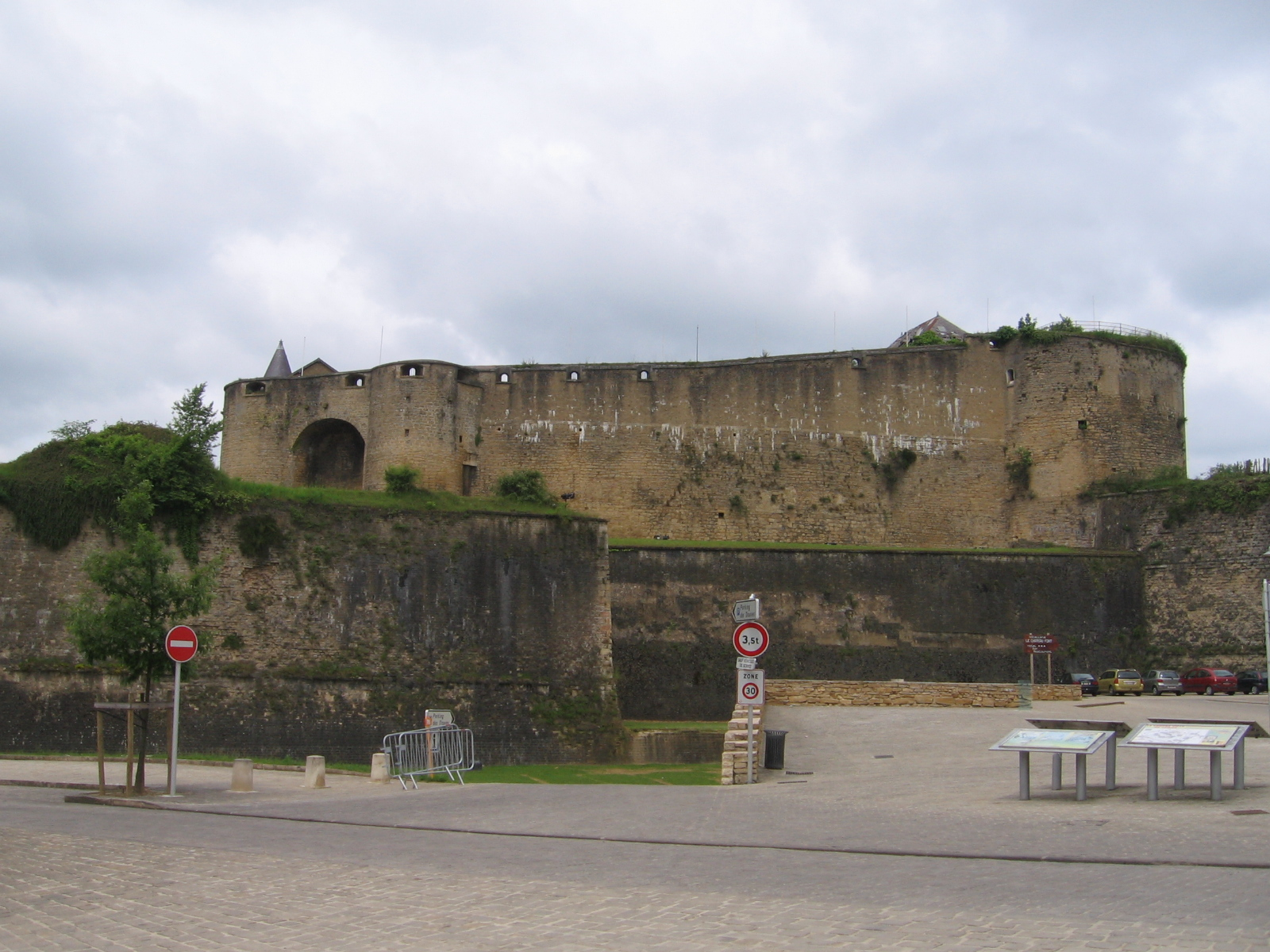
Twierdza w mieście Sedan

Wraz z klęską Armii Renu w bitwie pod Gravelotte, wojsko marszałka Bazaine’a zostało zmuszone do wycofania się do Metz, gdzie było oblegane przez ponad 150-tysięczne pruskie oddziały z I i II Armii. Cesarz Napoleon III, razem z marszałkiem MacMahonem, sformował nową Armię „Châlons” w celu ofensywy na Metz i uratowania marszałka Bazaine’a. Napoleon III (w obecności marszałka MacMahona) osobiście dowodził armią, którą prowadził w lewoskrzydłowym marszu na północny wschód w kierunku granicy belgijskiej, by uniknąć pruskich oddziałów przed uderzeniem na południe w celu połączenia z marszałkiem Bazaine’em.
Było to posunięcie niefortunne, gdyż Prusacy wielokrotnie wymanewrowali Francuzów w ciągu swoich zwycięstw do sierpnia 1870 r., a ponadto marsz zarówno zmniejszył siły francuskie, jak i odsłonił obie flanki. Prusacy pod dowództwem feldmarszałka Helmuta von Moltke wykorzystali ten manewr do okrążenia Francuzów. Pozostawiając 1 i 2 Armię Pruską oblegające Metz, Moltke zabrał 3 Armię i Armię Mozy w kierunku północnym, gdzie dogonił Francuzów pod Beaumontem 30 sierpnia. Po wyczerpującej bitwie Francuzi wycofali się ku miastu Sedan. Zamiarem Francuzów było zregenerowanie sił armii, która była wplątana w szereg długich marszów, uzupełnienie amunicji, a następnie odwrót.
Przegrupowawszy się w mieście, Armia „Châlons” rozlokowała I Korpus w celu powstrzymania pruskiego natarcia, który został natychmiast odseparowany przez skupiające się pruskie armie. Nie mogli dokonać odwrotu z powodu zmęczenia oddziałów i kończącej się amunicji. Tyły Francuzów były osłaniane przez fortecę w Sedanie, oferującą pozycję obronną na Calvaire d’Illy, które posiadało zarówno wzniesienia, jak i lasy zapewniające dodatkową osłonę dla obrony.
Szacunki Moltkego na temat stanu francuskich oddziałów były bardziej optymistyczne niż rzeczywistość. Moltke wierzył, że jedyną szansą dla Francuzów, by ocalić choćby część armii, było dalsze posuwanie się w tył. Z tego powodu pruski feldmarszałek podzielił swoje siły na trzy grupy: jedną, by zatrzymać Francuzów pod Metz, drugą, by popędzić naprzód i zaatakować wroga w odwrocie, i trzecią, najmniejszą grupę, by utrzymać brzeg rzeki. Francuskie wojsko było niezdolne do ruchu i musiało walczyć „tam, gdzie stało”. Wynik był taki, że pruskie wojsko okrążyło Francuzów.

## Bitwa

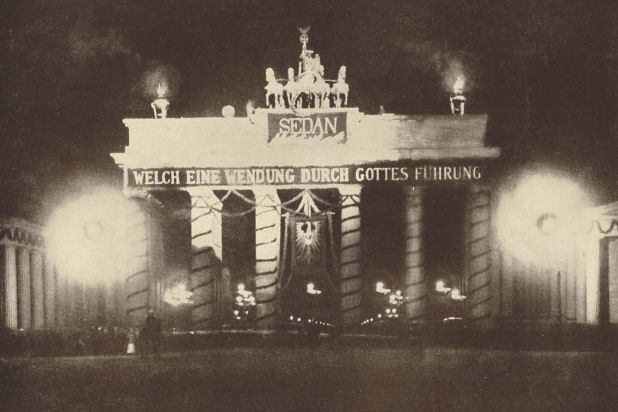
Brama Brandenburska rozświetlona po bitwie pod Sedanem. Napis na bramie brzmi w tłumaczeniu: „Jaka zmiana na skutek boskiego przewodnictwa”

Bitwę rozpoczęła Armia „Châlons” z 202 batalionami piechoty, 80 szwadronami kawalerii oraz 564 działami artyleryjskimi, atakując okrążającą siły francuskie pruską 3 Armię i Armię „Moza”, w sumie 222 bataliony piechoty, 186 szwadronów kawalerii i 774 dział artyleryjskich.
Napoleon rozkazał MacMahonowi przerwać okrążenie. Jedynym punktem, który wydawał się możliwym do przejścia, było miasto La Moncelle, którego flanka była osłaniana przez ufortyfikowane miasto. Pruskie wojsko również wybrało La Moncelle jako jedyny punkt, który Francuzi mogliby przełamać. Do zadania przydzielono siły króla Saksonii Jerzego I oraz pruski XI Korpus, a generał von der Tann rozkazał atakować Bazeilles z prawej flanki.
Doprowadziło to do walk o tę miejscowość, podczas której francuski I Korpus zabarykadował ulice i werbował do pomocy mieszkańców. Tann wysłał brygadę na most pontonowy o godzinie 4.00 nad ranem, napotkawszy silny opór, utrzymując jedynie południową część miasta. Walka wciągnęła nowe siły, gdy przybyły francuskie brygady z I, V i XII Korpusu. O godzinie 8.00 dotarła pruska 8 Dywizja Piechoty, a Tann uznał, że nadszedł czas na decydujący atak. Jednak nie był w stanie sprowadzić artylerii, by prowadzić ogień z dużej odległości. Dlatego też do szturmu na miasto posłał swoją ostatnią brygadę, za którą umieścił artylerię z drugiej strony Mozy. Pruska artyleria osiągnęła Bazeilles o godzinie 9.00.
Walka przeniosła się na południową część miasta, a 8 Dywizja Piechoty została wysłana w celu wzmocnienia Bawarczyków walczących w La Moncelle, którzy próbowali przełamać francuską obronę. Walka rozpoczęła się na poważnie o godzinie 6.00, a ranny MacMahon przekazał dowództwo generałowi Auguste Ducrot, który otrzymał wiadomości o godzinie 7.00. Ducrot wydał rozkaz odwrotu, czego spodziewał się Moltke, ale polecenie zostało niemal natychmiast zlekceważone przez generała de Wimpffena, który rzucił swoje siły przeciwko Sasom w La Moncelle. To doprowadziło do krótkotrwałej poprawy położenia sił francuskich, które skoncentrowały artylerię wokół La Moncelle i przycisnęły Bawarów i Sasów. Jakkolwiek, wraz ze zdobyciem Bazeilles i przybyciem nowych fal pruskich oddziałów, kontratak chylił się ku załamaniu.
Do godziny 11.00 pruska artyleria przetrzebiła szeregi Francuzów, podczas gdy kolejne pruskie oddziały docierały na pole bitwy. Po intensywnym ostrzale artylerii i pruskich atakach z północnego zachodu i wschodu oraz atakach Bawarów z południowego zachodu, Armia „Châlons” została zapędzona do Bois de la Garenne i otoczona. Francuska kawaleria, dowodzona przez generała Margueritte’a, przeprowadziła trzy desperackie ataki na pobliską wieś Floing, gdzie skoncentrowany był pruski XI Korpus. Margueritte został zabity, prowadząc pierwszą szarżę, a dwie pozostałe doprowadziły do ciężkich strat.

## Zakończenie bitwy i jej następstwa

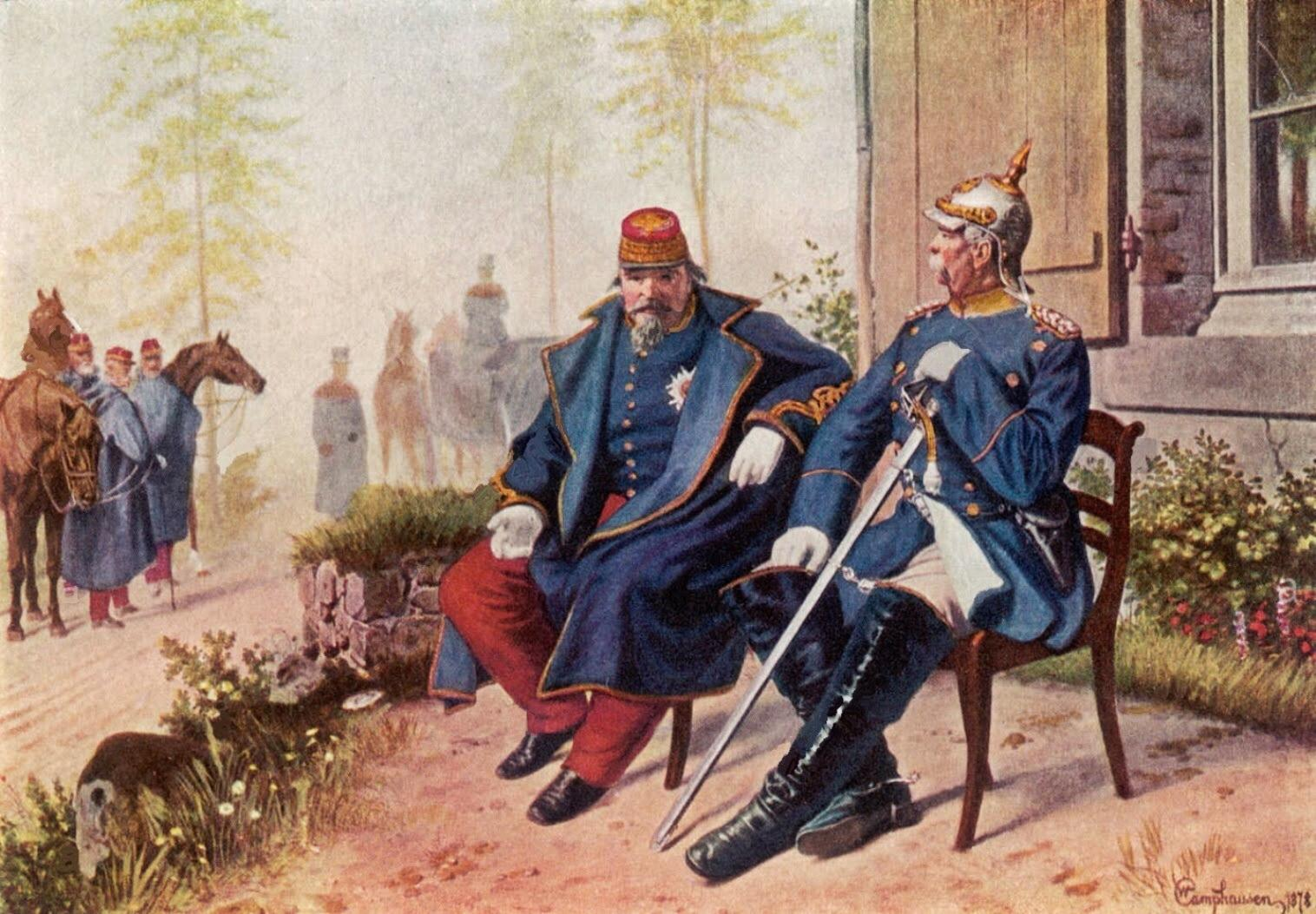
Napoleon III podczas rozmowy z Bismarckiem tuż po schwytaniu w bitwie pod Sedanem (obraz z 1915 r.)

Do końca dnia, bez nadziei na ucieczkę, Napoleon III odwołał wszystkie ataki. Francuzi stracili ponad 17 000 ludzi, zabitych i rannych, oraz 21 000 jeńców. Wojska pruskie oszacowały swoje straty na 2320 osób zabitych, 5980 rannych i 700 pojmanych lub zaginionych.
Następnego dnia, tj. 2 września, Napoleon III rozkazał wywiesić białą flagę i poddał się wraz z całą Armią „Châlons” Moltkemu i pruskiemu królowi. Pojmanie cesarza Francuzów pozostawiło wojska pruskie bez przeciwnego rządu chcącego szybko zaprowadzić pokój. Faktycznie, dwa dni później wiadomość o schwytaniu cesarza dotarła do Paryża, II Cesarstwo Francuskie zostało obalone w bezkrwawej rewolucji, prowadząc do stworzenia nowego, tymczasowego rządu, który ciągnął walkę przez 5 kolejnych miesięcy w nadziei, że los Francji ulegnie zmianie.
Jednak klęska pod Sedanem i schwytanie Napoleona III przypieczętowały los Francji. Wraz z obaleniem II Cesarstwa, Napoleon III otrzymał pozwolenie na opuszczenie pruskiego aresztu, by wyemigrować do Anglii, podczas gdy w ciągu dwóch tygodni pruska Armia Mozy i 3 Armia przystąpiły do oblegania Paryża.